# Vulkanelfe
Die Vulkanelfe (Selasphorus flammula), manchmal auch Weinkehlkolibri oder Kirschkehlkolibri genannt, ist eine Vogelart aus der Familie der Kolibris (Trochilidae), die in Costa Rica und Panama verbreitet ist. Der Bestand wird von der IUCN als „nicht gefährdet“ (least concern) eingeschätzt.

## Verbreitung

Verbreitungsgebiet der Vulkanelfe

Die Art lebt in den Bergen Costa Ricas und in der Provinz Chiriquí im Westen Panamas in einer Höhe von 900 bis 2500 Metern.

## Merkmale
Die Vulkanelfe erreicht eine Körperlänge zwischen 7,5 und 8,0 Zentimetern und wird 2,5 bis 2,8 Gramm schwer. Sie hat einen schwarzen geraden Schnabel und schwarze Füße. Die Männchen sind etwas kleiner und leichter als die Weibchen.  Hauptsächlich unterscheiden sich die drei Unterarten in der Farbe der Kehle. Das Gefieder der Männchen ist im Bereich der Kehle im Gebiet der Vulkane Barva und Poás (Unterart S. f. simoni) rosarot schimmernd und im Gebiet der Cordillera de Talamanca (Unterart S. f. torridus) violett-grau bzw. violett-grün sowie im Irazú-Turrialbabereich (Unterart S. f. flammula) dumpf-lila. Die Vorderbrust weist eine weißgraue Färbung auf. Der Rücken ist grünlich und die Schwanzoberseite grünlich, braun und orange gefärbt. Die Weibchen sind deutlich weniger bunt. Sie besitzen eine weiße Kehle und an der Kopfunterseite eine weiße Färbung mit schwarzen Punkten. Jungvögel ähneln in der Gefiederfärbung den Weibchen. Die Art kann am ehesten mit der Orangekehlelfe (Selasphorus scintilla) verwechselt werden.

## Nahrung
Die Nahrung der Vulkanelfe besteht hauptsächlich aus Blütennektar und Pollen. Der Nektar wird im Schwebeflug aus den Blüten aufgenommen. Zudem fressen sie Insekten, was eine ausreichende Versorgung mit Eiweiß sicherstellt.

## Fortpflanzung
Die Weibchen bauen nach der Begattung ein Nest, das aus Spinnweben, Pflanzenwolle, Flechten oder Moos angefertigt wird. Das Nest wird in einem Busch oder einem Baum versteckt gebaut.

## Gefährdung
Die natürlichen Feinde der Vulkanelfe sind Schlangen, Katzen und Greifvögel. Der Gesamtbestand dieser Art wird derzeit nicht als bedroht angesehen. In der Roten Liste der Weltnaturschutzunion wird die Vulkanelfe daher in der Kategorie „LC“ (least concern – nicht gefährdet) geführt.

## Unterarten

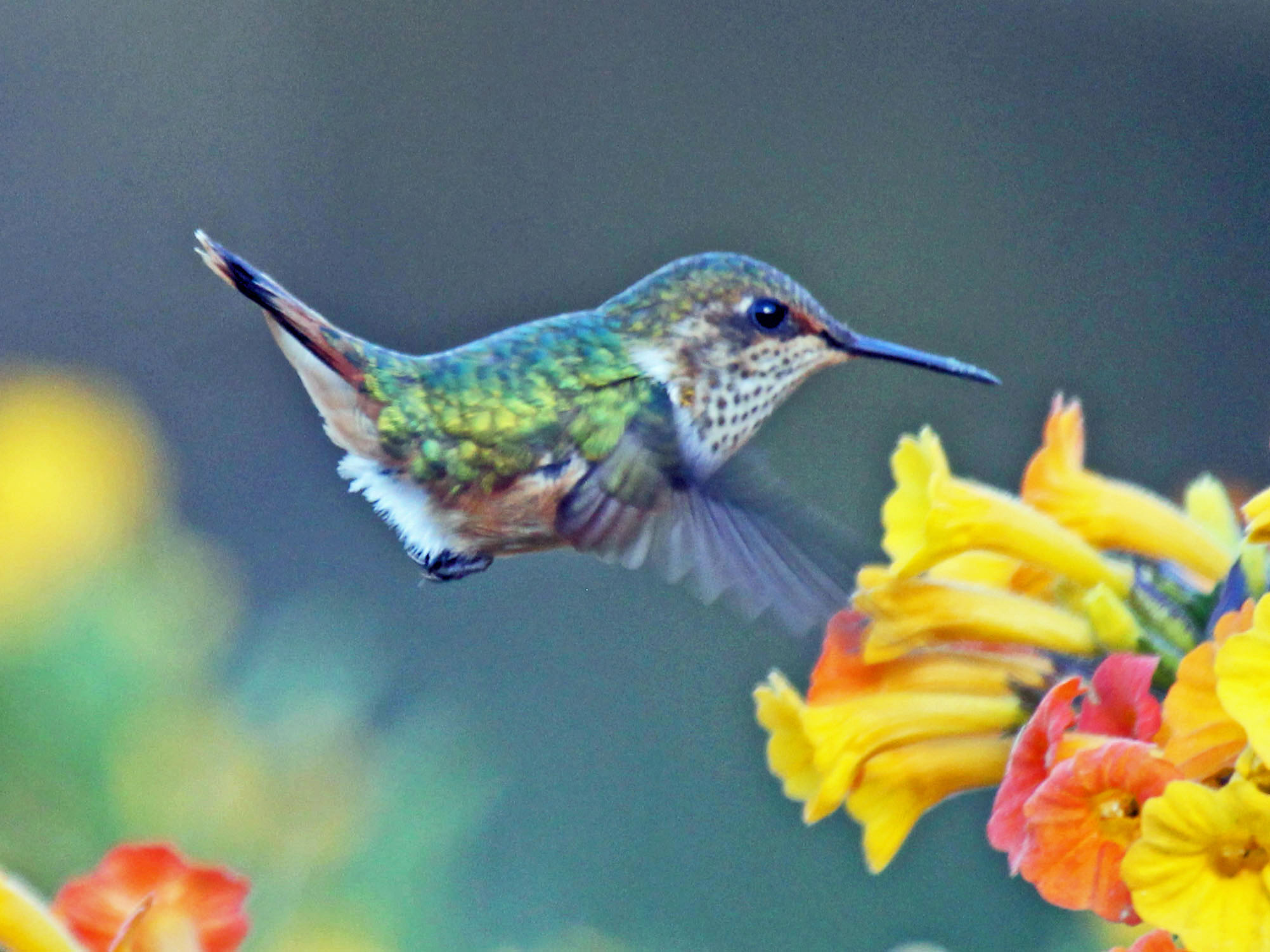
Weibchen

Es werden drei Unterarten unterschieden:
- Selasphorus flammula simoni Carriker 1910[8] – ist in Costa Rica am Vulkan Barva, Vulkan Poás und im Gebirgszug Cerros de Escazú verbreitet.
- Selasphorus flammula flammula Salvin 1865[9] – kommt als Nominatform in Costa Rica am Vulkan Irazú und am Vulkan Turrialba vor.
- Selasphorus flammula torridus Salvin 1870[10] lebt in Costa Rica in der Gebirgskette Cordillera de Talamanca und am Vulkan Barú (Panama).

## Etymologie und Forschungsgeschichte
Osbert Salvin beschrieb den Kolibri unter dem heutigen Namen Selasphorus flammula. Als Fundort nannte er den Volcán de Cartago. Obwohl auf der Ausgabe der Zeitschrift das Jahr 1864 steht, erschien der Artikel erst im Jahr 1865. Selasphorus leitet sich von den griechischen Wörtern σέλας sélas für „Glanz, Licht, Flamme“ und -φόρος, φέρω -phorós, phérō für „tragend, tragen“ ab. Das Artepitheton flammula, flamma leitet sich vom Lateinischen ab und bedeutet „kleine Flamme, Flamme“. Torridus ist das lateinische Wort für „angebrannt, ausgedörrt, verbrannt“. Eugène Simon hatte Melbourne Armstrong Carriker darauf aufmerksam gemacht, dass die Unterart simoni sich deutlich von der Feuerkehlelfe (Selasphorus ardens Salvin, 1870) unterscheide und der von Ernst Hartert im Jahr 1900 vorgeschlagene Name Selasphorus underwoodii bereits nach den Internationalen Regeln für die Zoologische Nomenklatur durch die Grünscheitel-Flaggensylphe (Ocreatus underwoodii (Lesson, 1832)) besetzt war. Somit ehrte Carriker Simon für diesen wertvollen Hinweis.